# Pietro Platania
Pietro Platania (né le 5 avril 1828 à Catane, dans l'actuelle province de Catane, en Sicile, alors dans le royaume des Deux-Siciles, et mort à Naples le 26 avril 1907) est un compositeur italien du XIXe siècle et du début du XXe siècle. Il est l'un des treize compositeurs de la Messa per Rossini.

## Source de traduction
- (it) Cet article est partiellement ou en totalité issu de l’article de Wikipédia en italien intitulé « Pietro Platania » (voir la liste des auteurs).